# Hilde Hubbuch
Hilde Hubbuch (geboren am 17. Januar 1905 in Trier als Hilde Isay; gestorben am 24. Oktober 1971 in New York, USA) war eine deutsch-amerikanische Fotografin. 1931 studierte sie am Bauhaus in Dessau.

## Leben
Hilde Isay war die einzige Tochter einer jüdischen Bankiers- und Handelsfamilie. Zum Wintersemester 1925/26 begann sie ein Studium an der Badischen Landeskunstschule in Karlsruhe. Ihr Zeichenlehrer dort war der Maler Karl Hubbuch, ein führender Vertreter der Neuen Sachlichkeit. Isay und Hubbuch begannen eine Liebesbeziehung. Isays Vater missbilligte das und beauftragte einen Privatdetektiv, der das Paar in einem Hotelzimmer überraschte. Unter Druck gesetzt, heirateten Isay und Hubbuch am 4. Januar 1928 in Trier.
Zu Beginn ihrer Ehe stand Hilde Hubbuch für ihren Ehemann Modell als Inbegriff der Neuen Frau (zum Beispiel für das Gemälde „Viermal Hilde“, 1929). Sie selbst begann spätestens zu diesem Zeitpunkt zu fotografieren. Ihr Mann erhielt anscheinend von ihr den Anstoß, sich mit diesem neuen Medium auseinanderzusetzen. Gemeinsam schufen sie eine Reihe von ironischen Selbstporträts. Dabei nutzten sie die damals neueste tragbare Technik (eine Zeiss-Ikon Cocarette I Lux 521/2). Sie dokumentierte zudem fotografisch ihr gemeinsames Leben, darunter auch die Vorliebe ihres Mannes für Aktmodelle.
Im Sommer 1931 schrieb sich Hilde Hubbuch – möglicherweise auf Anregung von Ellen Rosenberg und Liselotte Billigheimer – beim Bauhaus in Dessau als Hospitantin ein. Sie besuchte die Fotoklasse von Walter Peterhans und Kurse in Werklehre, künstlerischem Gestalten und Schrift. Sie entwickelte sich schnell zu einer technisch versierten Porträtfotografin mit einem frischen Blick auf die moderne Frau. Die politische Fotografin Irena Blühová und Hilde Hubbuch fotografierten sich gegenseitig. Hubbuch schloss ihr Studium nicht mit einem Bauhaus-Diplom ab. Laut den Notizen von Peterhans hat sie einen Bauhaus-Abschluss verweigert.
Als das Bauhaus in Dessau 1932 geschlossen wurde, ging Hubbuch mit ihrer Mutter nach Wien und nahm dort eine Stelle im Pressebüro von Max Fau an. Zu dieser Zeit war ihre Ehe bereits in der Krise, unter anderem wegen der zahlreichen Affären ihres Mannes. 1935 ließ sich das Paar scheiden.
Da der Nationalsozialismus in Österreich immer mehr Einfluss bekam, verließ Hubbuch 1936 Wien und zog nach London zu ihrem Onkel. Im Januar 1939 emigrierte sie in die USA, wo sie als Hilde Hubbuck registriert wurde. Sie lebte unter diesem Namen in New York und arbeitete als Fotografin, vor allem in der Kinder- und Gesellschaftsfotografie. Zu ihren Kunden gehörten Norman Mailer und der Herausgeber des New Yorker, William Shaw. In den kommenden Jahren besuchte sie mehrfach Europa, 1962 sogar ihren geschiedenen Mann und seine zweite Frau Ellen Hubbuch.
Hilde Hubbuchs Vater, Otto Siegfried Isay, verstarb 1941 in Trier eines natürlichen Todes. Hilde Hubbuchs Mutter Fanny Isay, geb. Dreyfuss, entzog sich der Deportation durch Suizid. In Trier sind ihnen Stolpersteine gewidmet.
Hilde Hubbuch starb 1971. Ihre Fotos sind heute Bestandteil der Sammlungen des Bauhaus-Archivs in Berlin, des J. Paul Getty Museums in Los Angeles und des Museum of Modern Art in New York.